# Charles de Moerman d'Harlebeke
Burggraaf Charles Marie Ghislain de Moerman d'Harlebeke (Sint-Niklaas, 21 oktober 1797 - Gent, 20 mei 1854) was een Belgisch senator.

## Biografie

### Familie
Charles de Moerman was een zoon van Mathieu de Moerman, hoogbaljuw van het Land van Waas en gedeputeerde bij de Staten van Vlaanderen, en Isabelle de Waepenaert, kleindochter van ridder Emmanuel de Waepenaert. Hij trouwde in 1823 in Landegem met Désirée Pycke de ten Aerden (1797-1852), tante van baron Oscar Pycke de Peteghem en baron Amédée Pycke de Peteghem. Ze kregen twee zoons en zeven dochters, onder wie volksvertegenwoordiger Léon de Moerman d'Harlebeke.
Hij verkreeg in 1822 adelserkenning met de titel van burggraaf, een titel die in 1847 werd uitgebreid tot al zijn mannelijke afstammelingen.

### Loopbaan
Hij behoorde tot de groep die in groeiende oppositie kwam met koning Willem I en hij nam actief deel aan de petitiebeweging. Hij werd niettemin in 1828 verkozen tot lid van de Provinciale Staten van Oost-Vlaanderen. 
Van 1831 tot 1836 was hij gemeenteraadslid van Gent. In 1834 was hij medestichter van Le Constitutionnel des Flandres in Gent. Deze ultramontaanse krant bestreed de meer democratische tendensen van een aantal katholieke beleidsvoerders. Van 1836 tot 1847 was hij arrondissementscommissaris voor het arrondissement Gent, tot hij door de liberale regering-Charles Rogier werd afgezet.
In 1851 werd hij katholiek senator voor het arrondissement Kortrijk. Hij bleef dit tot aan zijn dood.